# Kaseton

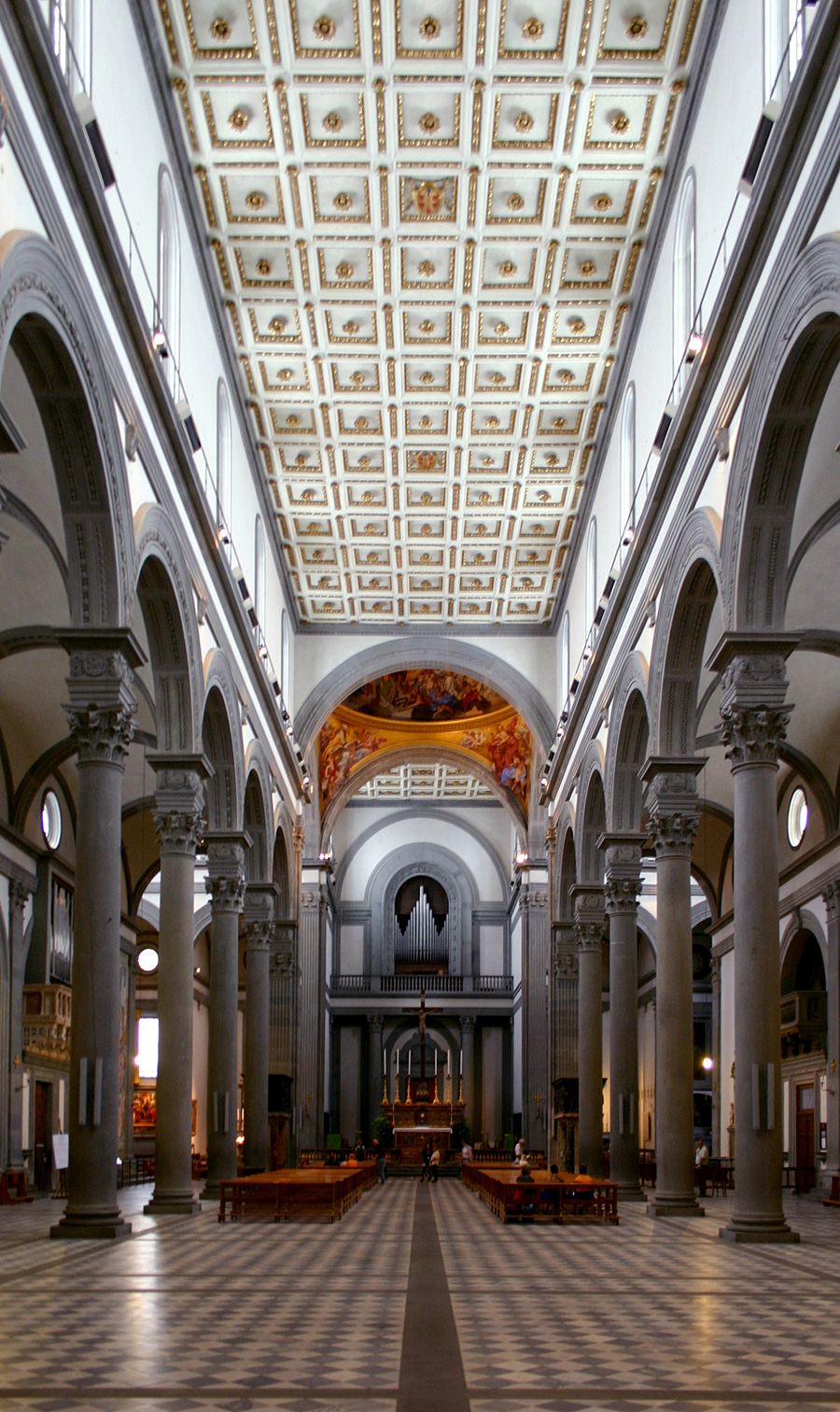
Strop kasetonowy w bazylice San Lorenzo we Florencji

Kaseton (skrzyniec) – wieloboczne, najczęściej kwadratowe, zagłębienie widoczne od spodu stropu, sklepienia lub kopuły charakterystyczne dla architektury rzymskiej i renesansowej.
W Grecji kasetony pojawiają się od V w. p.n.e., a w Rzymie od II w. p.n.e.. 
Kaseton w stropach drewnianych otrzymywany jest przez wprowadzenie dodatkowych belek lub listew w polach pomiędzy belkami stropowymi. Stosowano je również w murowanych sklepieniach. Pierwotnie były związane z konstrukcją stropów belkowych wspartych na słupach lub kolumnach, później stały się elementem wyłącznie dekoracyjnym, wykuwanymi w kamieniu, lub formowanymi w stiuku i tynku.
Umieszczane były także od spodu na gzymsach, arkadach. Elementem zdobiącym są profilowane krawędzie belek, rzeźby (np. głowy wawelskie na Zamku Królewskim), dekoracje malarskie itp. Spotyka się także dekoracje malarskie wykonane na płaszczyźnie stropu dające złudzenie kasetonów (kasetony pozorne). Niejednokrotnie na jednym stropie występują różne formy i wielkości kasetonów.
We współczesnym budownictwie występuje szereg różnych typów materiałów określanych jako kasetony:
- kasetony elewacyjne
- kasetony sufitowe
- kasetony reklamowe

Zazwyczaj są to regularne formy przestrzenne z lekkich materiałów, mające kształt prostopadłościenny i dające powtarzalny wzór na elewacji i suficie.

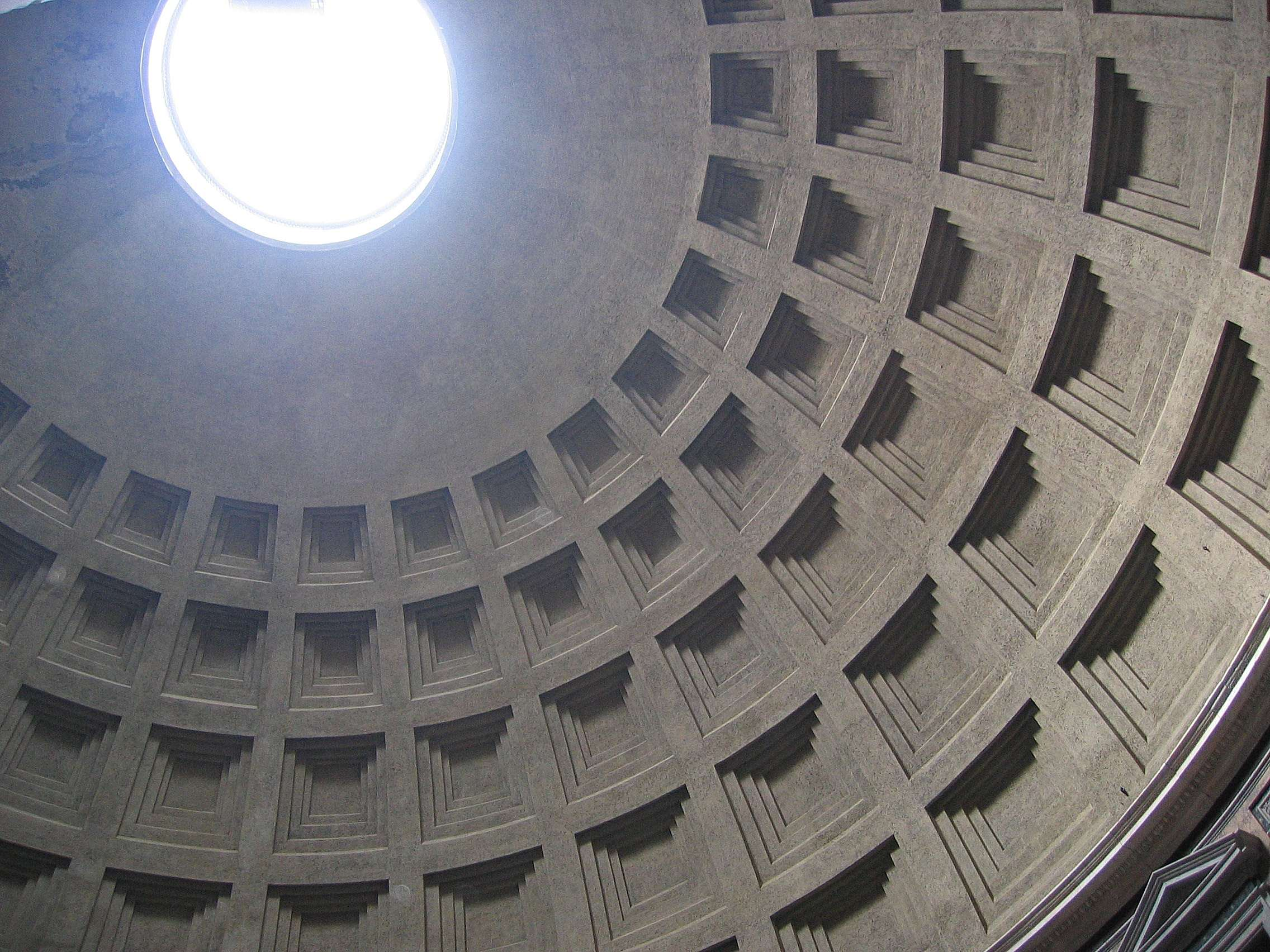
Panteon w Rzymie
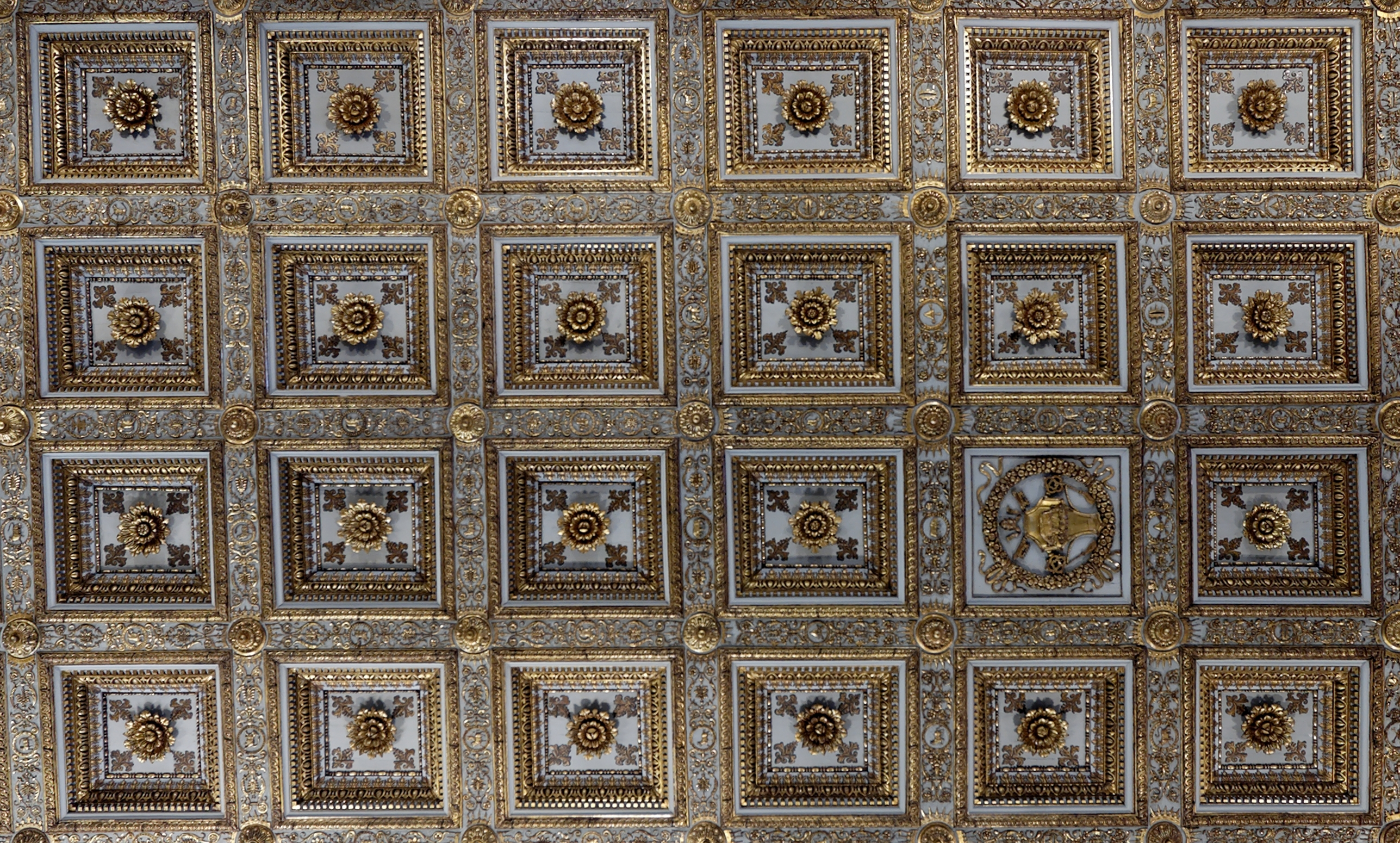
Sufit w bazylice Santa Maria Maggiore w Rzymie według projektu Giuliano da Sangallo
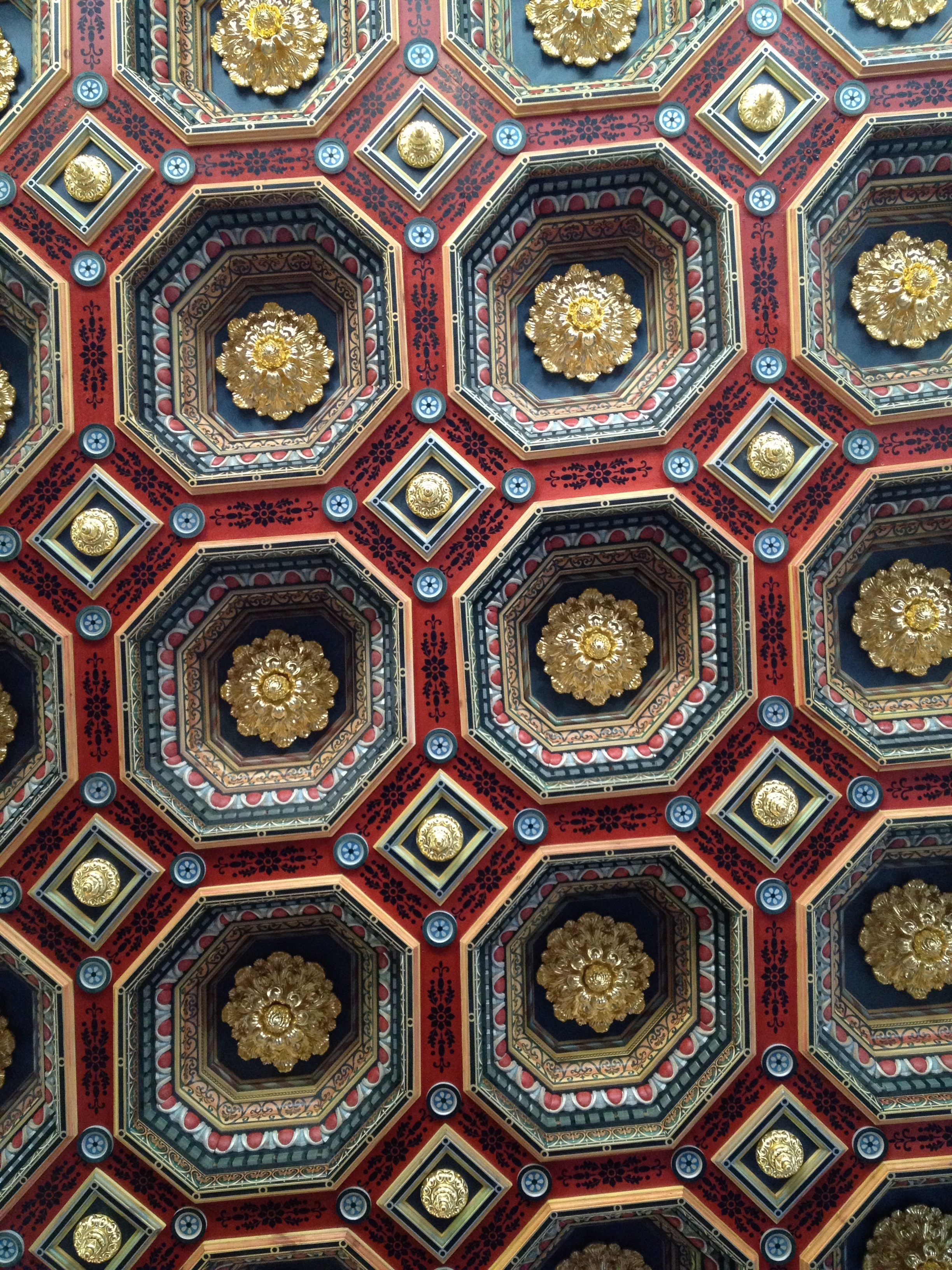
Zamek w Mirze
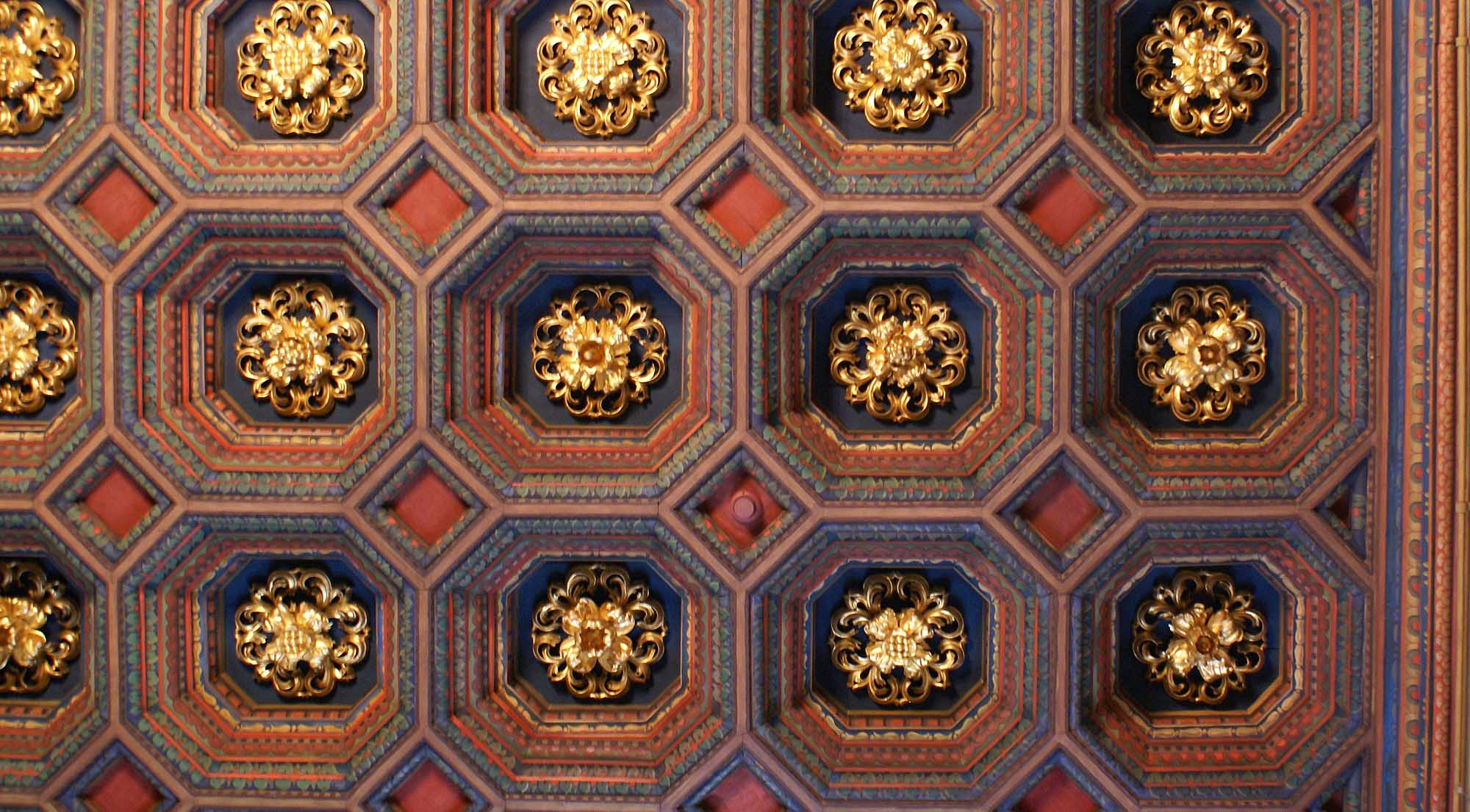
Zamek na Wawelu
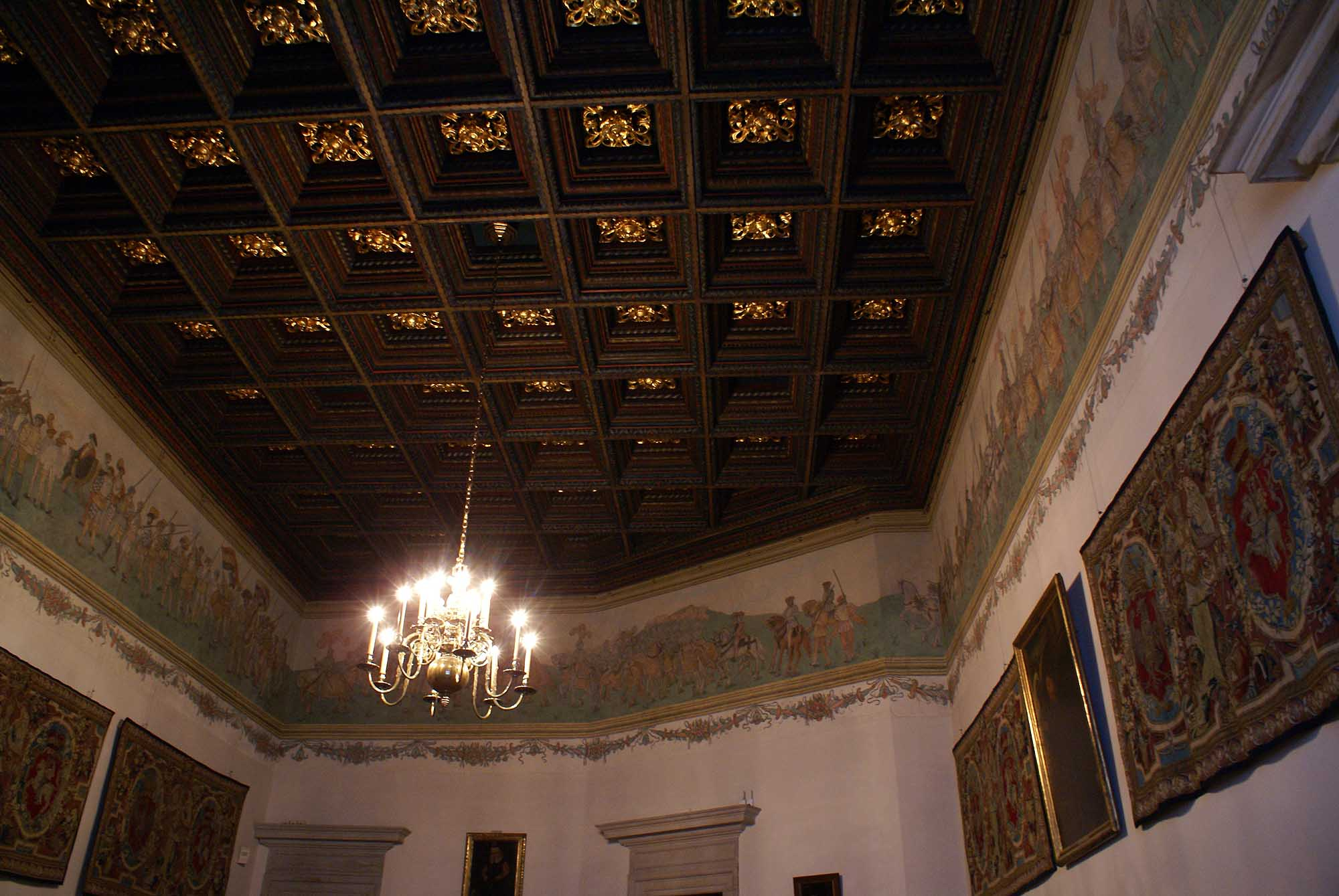
Zamek na Wawelu